# Nová Dedina
Nová Dedina – wieś (obec) na Słowacji położona w kraju nitrzańskim, w powiecie Levice. Pierwsze wzmianki o miejscowości pochodzą z roku 1075. 
Według danych z dnia 31 grudnia 2012, wieś zamieszkiwało 1541 osób, w tym 811 kobiet i 730 mężczyzn.
W 2001 roku rozkład populacji względem narodowości i przynależności etnicznej wyglądał następująco:
- Słowacy – 99,04%
- Czesi – 0,26%
- Węgrzy – 0,32%

Ze względu na wyznawaną religię struktura mieszkańców kształtowała się w 2001 roku następująco:
- Katolicy rzymscy – 95,34%
- Ewangelicy – 1,47%
- Ateiści – 2,43%
- Nie podano – 0,7%